# Johan Thun
Johan Thun, född 1684 i Tjärstads socken, Östergötlands län, död 9 juni 1738 i Slaka socken, Östergötlands län, var en svensk präst och lektor i Linköping. Thun var även musiker.

## Biografi
Thun föddes 1684 i Tjärstad. Han var son till inspektor Jonas Thun och Elisabeth Görsandotter. Thun blev 1704 student vid Uppsala universitet. 1713 blev han magister. 13 september 1721 blev Thun gymnasieadjunkt i Linköping. 1722 blev han konsistorienotarie. Han prästvigdes 28 januari 1724.  1725 blev Thun lektor i grekiska och 1728 i matematik. Kyrkoherde blev han 1730 i Slaka församling. Thun avled 9 juni 1738 i Slaka.
Han vikarierade  från 1714 som organist för Johan Sparrschuh som aldrig tillträdde i S:t Olofs församling i Norrköping och tillfällesvis i Linköpings domkyrka.

### Familj
Thun gifte sig 21 november 1721 med Christina Gladhem (1704-1741). Hon var dotter till kyrkoherden i Vreta kloster. De fick tillsammans barnen Helan (1722-1724), Hedig Ulrica, Jonas (1725-1725), Bothvid (1727-1797), Brita Christina, Anna Catharina (1734-1771) och Johan.